# Каталонці
Катало́нці (кат. Catalans — катала́нс) — західнороманський народ у Південно-Західній Європі, основне населення історичної області Каталонія.

## Походження етноніму «каталонці»
Див. також Етимологія слова Каталонія.
Щодо походження етноніму «каталонці» і топоніму «Каталонія» (кат. Catalunya) серед науковців одностайності немає. Висуваються найрізноманітніші версії, часом такі, що виключають одна одну.
Досить популярними є теорії, що виводять назви «Каталонія» і «каталонці» від назв племен. Так, за однією версією етнонім «каталонці» походить від назви одного з франкських племен catalauni (щоправда, це плем'я жило у Шампані, а не у Каталонії). За іншою версією, яку гаряче обстоював каталонський філолог Жуан Курумінас, і яка виглядає найбільш імовірно, — етнонім каталонці похідний від назви дороманського іберійського племені lacetanii; нарешті, є й такі, що виводять назву «Каталонія» від Gothland-Gothlundia («земля ґотів»).
Також є абсолютно неймовірна теорія походження[джерело?] назв «каталонці» і «Каталонія», яка стверджує, що наприкінці VIII ст., коли арабські завойовники були вигнані з півдня Франції, вони назвали франків Qātil («вбивця»), у множині — Qātilain, виходить Qātilûniya — «Земля вбивць», начебто пізніше ця назва перейшла на землі Франкії на Піренейському півострові, тобто сучасну Каталонію, і на народ, який тут проживав, відповідно сучасних каталонців.
Перша документальна згадка терміну Catalunya з’являється в  Liber Maiolichinus de Gestis Pisanorum Illustribus, епічний твір латинською мовою, що оповідає похід каталонців та пізанців в 1113-1114 проти Мадіна Майурка (Мальорка) очолюваний архієпископом Ніци Петром II та графом Рамоном Беренґером III Барселонським. Твір був створений між 1115 i 1120 i згадує графа Барселони як «Dux Catalanensis», а його володіння як «Catalania», а його людей як «Catalanenses». Не зважаючи на різні дослідження і досі не зрозуміло чому назва вперше з’являється в пізанському документі, а не в каталонському.

## Територія проживання і чисельність
Понад 9/10 усіх каталонців проживає в Іспанії, зокрема в автономній громаді Каталонія. Крім Іспанії, каталонці живуть в Андоррі, де становлять 61 % населення країни (1990 р.), у Франції, переважно у департаменті Східні Піренеї, який є частиною історичної Каталонії, у низці країн Латинської Америки — в Аргентині, Мексиці, Чилі, Бразилії, Уругваї, Венесуелі, Колумбії, на Кубі, Домініканській Республіці, у країнах Західної Європи (Німеччина, Швейцарія, Бельгія, Італія тощо), а також у США та Алжирі.

Дані про чисельність каталонців мають значні розбіжності. Однозначним є те, що кількість носіїв каталанської мови в Іспанії (тобто як каталонців, так і представників інших народів, для яких каталанська мова є другою, іноді третьою) становить аж ніяк не менше 7 мільйонів осіб. У Франції живе близько 250 000 каталаномовців, у Андоррі 31 000 осіб (1990 р.). Понад 20 000 каталономовців живе на острові Сардинія (Італія, здебільшого у районі міста Алґе). Оціночно можна судити про кількість каталонців у країнах Латинської і Північної Америки — загалом близько півмільйона осіб, з них найбільше (приблизно 150 тисяч осіб) в Аргентині, у США і Бразилії — близько 50 000 осіб у кожній з цих країн.
Отже, загальна чисельність каталонців (каталаномовців) у світі становить, за оцінкою, приблизно 8 мільйонів осіб.

## Мова та віросповідання

Те́ррас-д'Ок — територія поширення окситанської та каталанської мов (Tèrras d’Òc, Terres d’Oc).

Основна стаття: Каталанська мова.
Мова каталонців — каталанська (катала́) — належить до окситано-романської підгрупи (а та у свою чергу до галло-іберійської підгрупи та західнороманської підгрупи) романської мовної групи індоєвропейської сім'ї мов. Найбільшу лексичну спорідненість каталанська має з окситанською мовою, а також італійською (87 %), іспанською та португальською мовами, з якими словникова близькість сягає 85 %. В Автономній області Валенсія каталанську офіційно називають валенсійською мовою, хоча Університет Валенсії наполягає саме на назві «каталанська мова». На Балеарських островах вживають лише термін «каталанська мова». Іноді каталанську мову називають «каталанська-валенсійська-балеарська».
Діалекти каталанської мови об'єднуються у дві групи — східну (говори центральний, балеарський, русільйонський та алґерський) та західну (північно-західний, туртозький, апічат і алаканський). Літературна норма каталанської мови сформувалася на основі центральної говірки (район Барселони).
Писемність на основі латинки. Найдавніші літературні пам'ятки каталанською датуються кінцем XII — початком XIII ст. Каталонська література за Середньовіччя розвивалася переважно в жанрах історичних хронік та зібрань проповідей. Творець літературної каталанської — Рамон Люль, автор роману «Книга про Бланкерне» (кат. Blanquerna, бл. 1284 р.).
На сучасному етапі каталанська є офійційно однією з регіональних мов Іспанії і безроздільно панує у Каталонії, без її знання життя у Каталонії є важким. Каталанська — мова преси, радіо і телемовлення, національної і масової культури. У той же час, серед самих каталонців поширений білінґвізм — знання і використання іспанської та французької мов (державних мов країн проживання) як другої.
Рівень грамотності серед каталонців сягає 96 %.
Каталонці є католиками, хоча серед міського населення (передусім Барселони та інших міст) поширений атеїзм.
| Каталонія | Каталанська |
| Каталонія | 6985*       |

| Італія | Італійська |
| Італія | 7498*      |

| Іспанія | Іспанська |
| Іспанія | 1045**    |

| Франція | Французька |
| Франція | 1067***    |

| Італія | Італійська |
| Італія | 1031       |

| Португалія | Португальська |
| Португалія | 1043          |

| Португалія | Португальська |
| Португалія | 1001          |

| Каталонія | Каталанська |
| Каталонія | 1031        |

| Франція | Французька |
| Франція | 988        |

| Іспанія | Іспанія |
| Іспанія | 1015    |

| Occitania | Окситанська |
| Occitania | 939         |

|     | Ретороманська |
| 987 |               |

|     | Ретороманська |
| 843 |               |

| Occitania | Окситанська |
| Occitania | 985         |

|     | Сардська |
| 687 |          |

|     | Сардська |
| 836 |          |

| Румунія | Румунська |
| Румунія | 441       |

| Румунія | Румунська |
| Румунія | 537       |

## Історія
Основна стаття: Історія Каталонії.

### Рання історія земель сучасної Каталонії до падіння Римської імперії
Предками каталонців є іберійські племена, що населяли східну і південно-східну частину Піренейського півострову у 1-му тисячолітті до н. е., що зазнали значного кельтського впливу, створивши спільноту так званих кельто-іберійців (до VIII століття до н. е.). Пізніше протокаталонці піддавалися впливам фінікійців і карфагенян, які заснували на каталонському узбережжі Середземномор'я свої колонії. Наслідком програшу Карфагена Римській імперії у Пунічних війнах стало загарбання середземноморських колоній Римом, у тому числі і земель сучасної Каталонії (ІІ століття до н. е.).
За римського панування відбулася романізація місцевого населення, яка тривала протягом майже 7 століть аж до падіння Римської імперії (476 рік) і не припинилася після того. У цей же час латина на каталонських землях вульгаризується, даючи початок каталонському наріччю.

### Каталонські землі у V— XV століттях

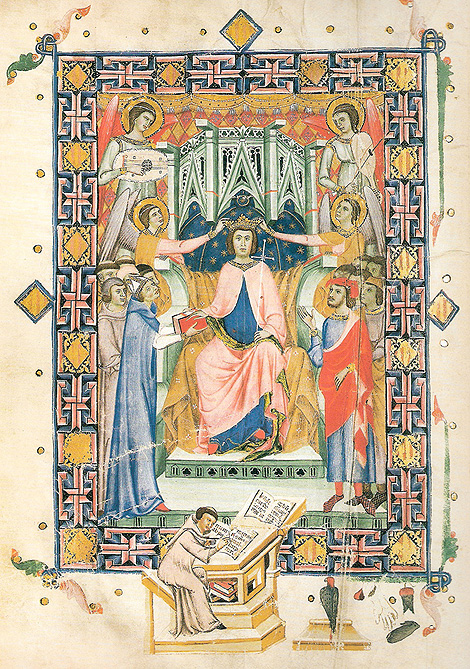
Хайме І Арагонський Завойовник, 1208-1276

Національний прапор

Див. також: Арагонське королівство.
У V ст. на територію сучасної Каталонії проникають германські племена візіготів (вестготів), які встановлюють своє панування до 718 р., коли в результаті навали арабо-берберських військ мусульманських завойовників цей регіон підпадає під їх оруду майже на століття. Наприкінці цього (VIII) століття франки відвойовують частину каталонських земель, відтоді маючи на них постійний вплив; у цей же час у результаті Реконкісти від арабського панування звільняється решта земель каталонців. Барселонське графство, залежне від Франкського королівства, стає надійною опорою християнського світу у боротьбі з арабськими загарбниками, яка тривала аж до XV століття.
У XII столітті Барселонське графство об'єднується з королівством Арагон завдяки шлюбу між графом Барселони Рамоном Баранґе IV та арагонською принцесою Петронілою (кат. Peronella d'Aragó). Протягом XIII століття ним правили королі Хайме І Арагонський Завойовник (1213-1276) та Петро III Великий (1276—1285), які проводили мудру і зважену внутрішню та агресивну зовнішню політику. За їхнього владарювання каталанська мова стає офіційною мовою Арагонського королівства, активно розвиваються мистецтво і література.
У 1492 укладено династичний шлюб Ізабели Кастильської та Фердинанда II Арагонського. В результаті виникла іспанська корона.

### Каталонські землі у XVI— XIX століттях
Деякий час Каталонії (у складі Арагонського королівства) вдається зберігати відносну політико-економічну самостійність, але надалі на каталонських землях розгортаються події, які багато в чому визначили майбутню долю і політичну карту Європи.
У середині XVII століття виникає франко-іспанський конфлікт, і більшість каталонської знаті переходить на бік французького короля Людовика XIII, в результаті спалахує франко-іспанська війна, яка закінчується у 1659 році підписанням Піренейського миру, наслідки якого є катастрофічні для Каталонії — Каталонію поділено між Іспанією та Францією.
Але ще трагічнішими для каталонців були наслідки Війни за іспанську спадщину (1701—1714 роки) між Габсбургами (на їх боці були Британія, Австрія і Нідерланди) і Бурбонами (Франція та Іспанія), яка скінчилася битвою під Барселоною (11 вересня 1714 року). Після капітуляції Барселони в 1714 році новий король Феліпе V з династії Бурбонів, натхненний французьким зразком, впровадив абсолютизм та єдине управління по всій Іспанії. Також він видав укази Нової Планти для всіх своїх королівств, які припинили існування середньовічних установ каталонських, арагонських, валенсійських, кастильських та майоркських і перетворили їхні території на провінції. Однак Князівство Каталонія залишалося адміністративною одиницею до введення поділу Іспанії на провінції в 1833 році, що розділило Каталонію на чотири провінції.

### Каталонія у період з серединиXIX століттяі до наших днів
Див. також : Каталонський націоналізм.
У 40-х роках XIX століття зміцнюється каталонський національний сепаратистський рух. Активно діє каталонська національна інтелігенція, закладаються підвалини теорії каталонського націоналізму, остаточно формується літературна норма каталанської мови. Найактивніший борець за каталонську самостійність цього часу — Баланті Алміраль (кат. Valentí Almirall, 1841—1904), політик, автор теорії каталанізму (кат. Lo catalanisme), засновник першої щоденної газети каталанською (кат. "El diari català").
Зусилля каталонських патріотів на початку XX століття увінчалися здобуттям автономії у 1932 р., яку, втім, зі встановленням режиму Франко у 1939 р. було скасовано. З поваленням франкістського режиму каталонську автономію було відновлено (вересень 1977 р.), що законодавчо було закріплено у Конституції Іспанії 1978 р.
Автономія дала імпульс розвитку каталонської нації, популяризації культури і мови каталонців. Сьогодні каталонські еліти (і в меншому ступені суспільство) поділені між тими, хто вимагає більшого унезалежнення від Мадриду аж до державного самовизначення і прибічниками існуючої автономії. 18 червня 2006 р. у Каталонії відбувся референдум, за результатами якого 74 відсотки його учасників висловилися за більшу автономії. Відтак область отримала більші права у регулюванні внутрішнього життя, зокрема, в податковій системі, юстиції та еміграційній політиці.

## Каталонське суспільство
Традиційно Каталонія — економічно найрозвинутіший район Іспанії. Каталонія досить рано була втягнута в індустріалізацію. Нині багато каталонців зайняті у промисловості. В той же час у каталонських провінціях Жирона, Льєйда і Таррагона велика частка населення зайняті у сільському фермерському господарстві. Працюють каталонці і в сфері туризму (курорти Коста-Дорада, Коста-Брава).
Саме економічне процвітання Каталонії притягує сюди багато емігрантів, в тому числі і з України.

## Матеріальна і духовна культура каталонців

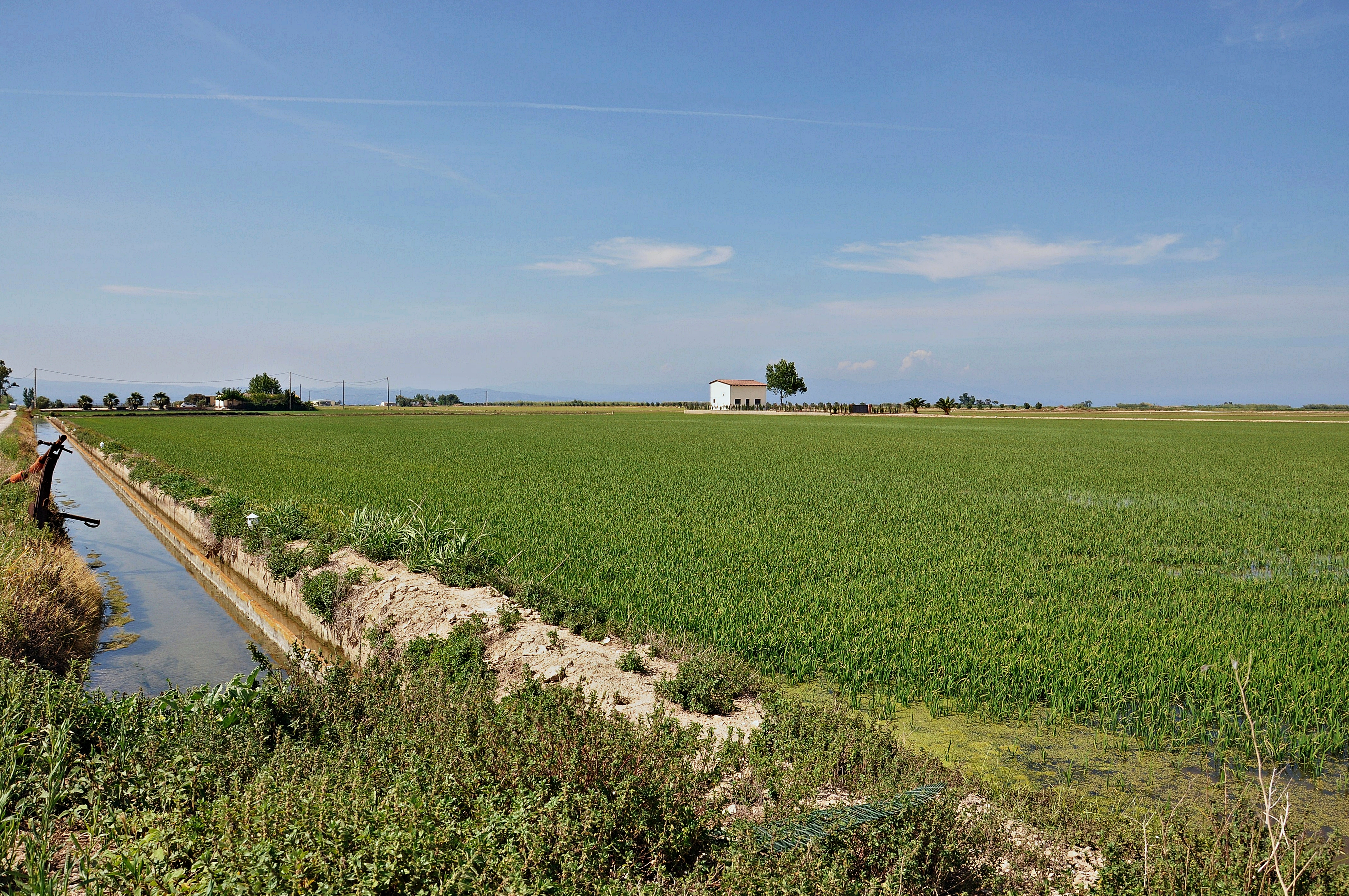
Краєвид у провінції Таррагона

### Поселення і житло
Каталонці — здавна урбанізована нація, проте значна частина каталонців живе у сільській місцевості. У сільській місцевості поширені великі поселення і села, але також зустрічаються і хутори.
До XX століття каталонський сільський будинок — великий двоповерховий, нерідко з зовнішньою галереєю масія. Традиційним житлом селян Валенсії була глинобитна хатина (на зразок української мазанки), прямокутна у плані і з високою двосхилою стріхою з тростини.

### Каталонський національний одяг

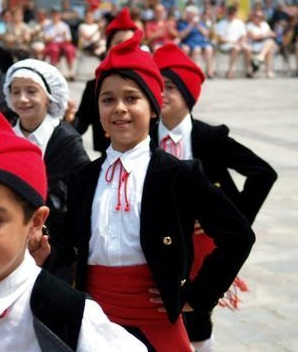
Національний одяг

Каталонський одяг зберігся відносно добре, а деякі його деталі взагалі стали символами національної ідентичності, як специфічна каталонська чоловіча шапочка — баретіна (кат. barretina), чоловічий довгий, переважно червоний, пасок файшя (кат. faixa) та жіночі мережива рет (кат. ret).
Традиційний одяг каталонців Русільйону (Французька Каталонія), значну різницю.
Характерний жіночий костюм каталонців — це коротка картата спідниця з фартухом, блузка з короткими рукавами, шалик, що схрещується на грудях.
Класичним каталонським чоловічим костюмом вважаються вузькі короткі однотонні штани, підперезані фашьою, біла сорочка, жилет і курточка.
І чоловіки і жінки часто носили на грудях хустки.  Взуття — сандалії аспарде́нья (кат. espardenya) з дроку, в холодну пору — шкіряні черевики.

### Кухня
Див. також Каталонська кухня.
Каталонська кухня в цілому належить до середземноморської, характеризуючись значною кількістю овочів і салатів та застосуванням оливкової олії.
Серед національних страв каталонської кухні — аскуде́лья, тобто м'ясний бульйон із локшиною, в якому варилися м'ясо та різні овочі (картопля, морква, квасоля, ріпа тощо), що подаються як окрема страва корнадалья; м'ясні ковбаски (кат. embotits) та суто каталонська перекуска, зазвичай на сніданок, — хліб з помідором по-каталонськи (кат. pa amb tomàquet). У каталонців поширені супи, зокрема і кремовидні на молоці.
Серед безалкогольних напоїв каталонці вживали молоко та фруктові соки; пізніше значного розповсюдження набула кава. Традиційні алкогольні напої — вина, зокрема ігристі, т. зв. каба (кат. cava).

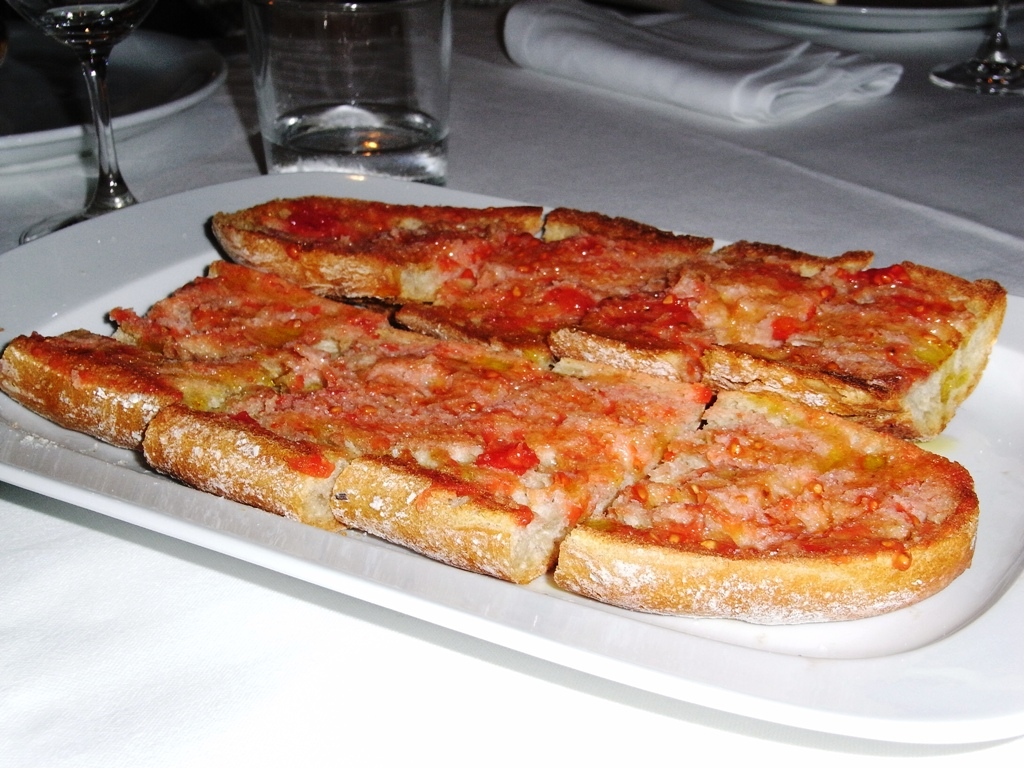
Хліб з помідором по-каталонськи
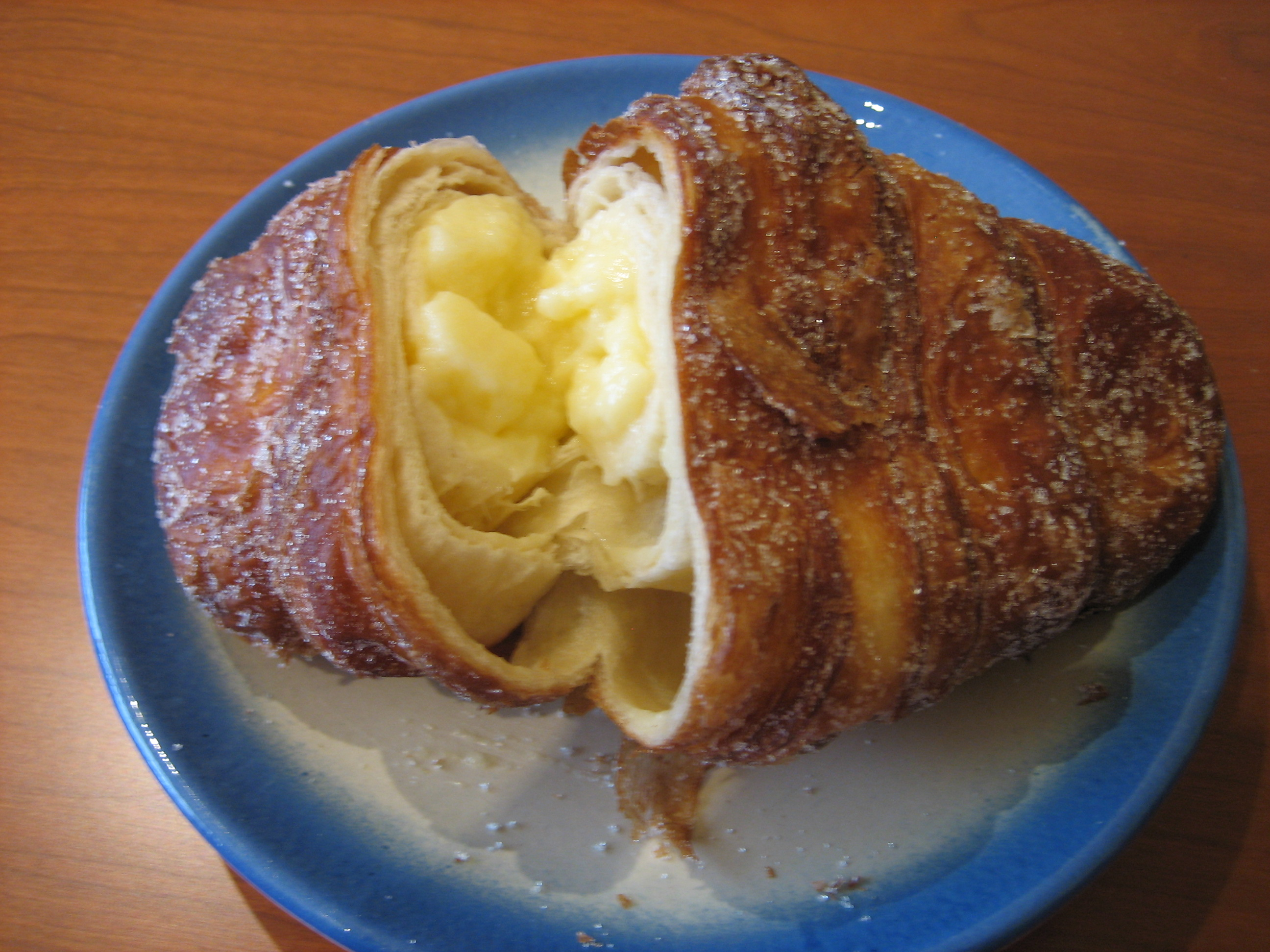

### Духовна культура
Усний фольклор каталонців представлений піснями, легендами і казками, прислів'ями і приказками. Серед пісень поширені романтичні жанри; широко побутують народні віршовані (і прозові) версії так званих французьких середньовічних лицарських романів (Пісня про Роланда). Серед оповідок багато легенд про Сан Жорді (Св. Георгія), який навертає людей до християнства, долаючи різні перешкоди і рятуючи людей від різних капостей (дракони, велетні) та бувальщин і переказів про фантастичних істот, часто ворожих до людини, — муладона (кат. muladona), пазанта (кат. pesanta) тощо.
Дуже розвинутий танцювальний фольклор. Серед найпопулярніших танців — сардана і буланґера, на півдні країни та у Валенсії танок жота. Для сардани характерним є рух танцюристів (чоловіки і жінки) по колу, тримаючись за руки під акомпанемент кобли — оркестра зі смичкових, духових та ударних музичних інструментів.
У Каталонії проводиться багато різноманітних фестивалів, гулянь і карнавалів, у тому числі і місцевих. Традиційною каталонською розвагою, що користується великою популярністю, як у місцевих жителів, так і туристів, є т. зв. «людські вежі» кастельс (кат. castells), утворені ставанням на плечі 9 і більше чоловіків, у провінції Валенсія подібна традиція називається муїшеранґа, свято якої щороку проводиться в місті Алжемезі́ (кат. Algemesí) на початку вересня.
Своєрідним колоритом відзначаються традиції каталонців святкування християнських свят, зокрема Різдва. По території Каталонії проходить Шлях святого Якова (ісп. Camino de Santiago) (католицька проща). Каталонським духовним і релігійним центром є монастир Монсаррат.

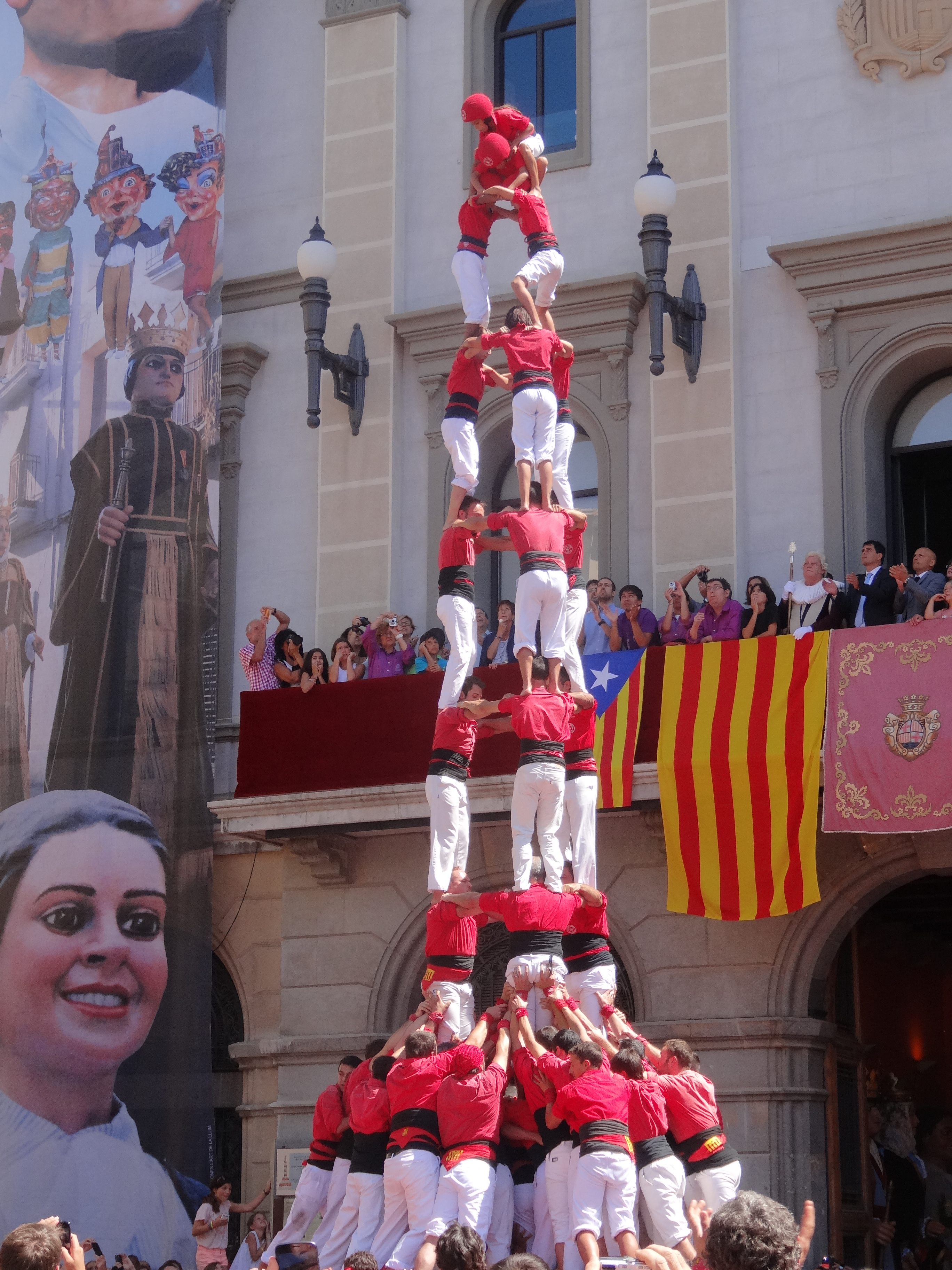
Кастель — традиційна каталонська «людська вежа»
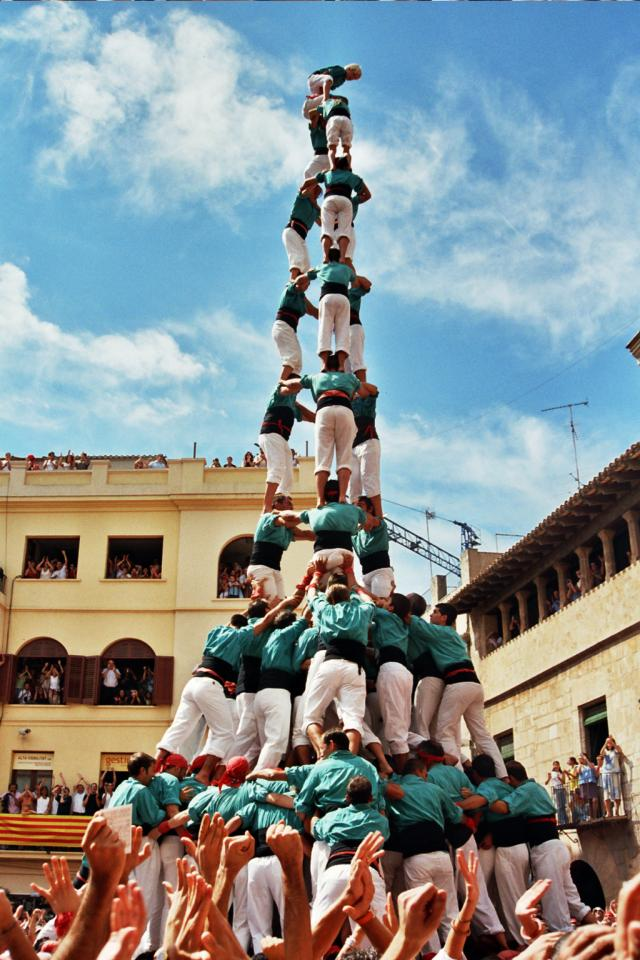
Кастель

## Внесок каталонців у світову цивілізацію

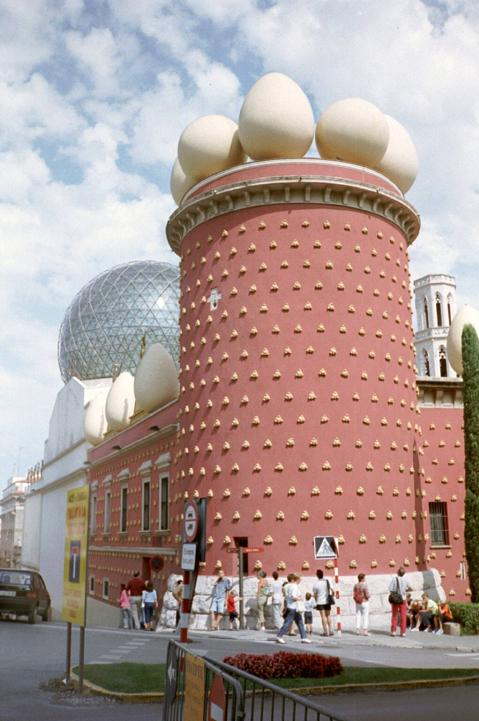
Вхід у Театр-музей Далі, Фігерас

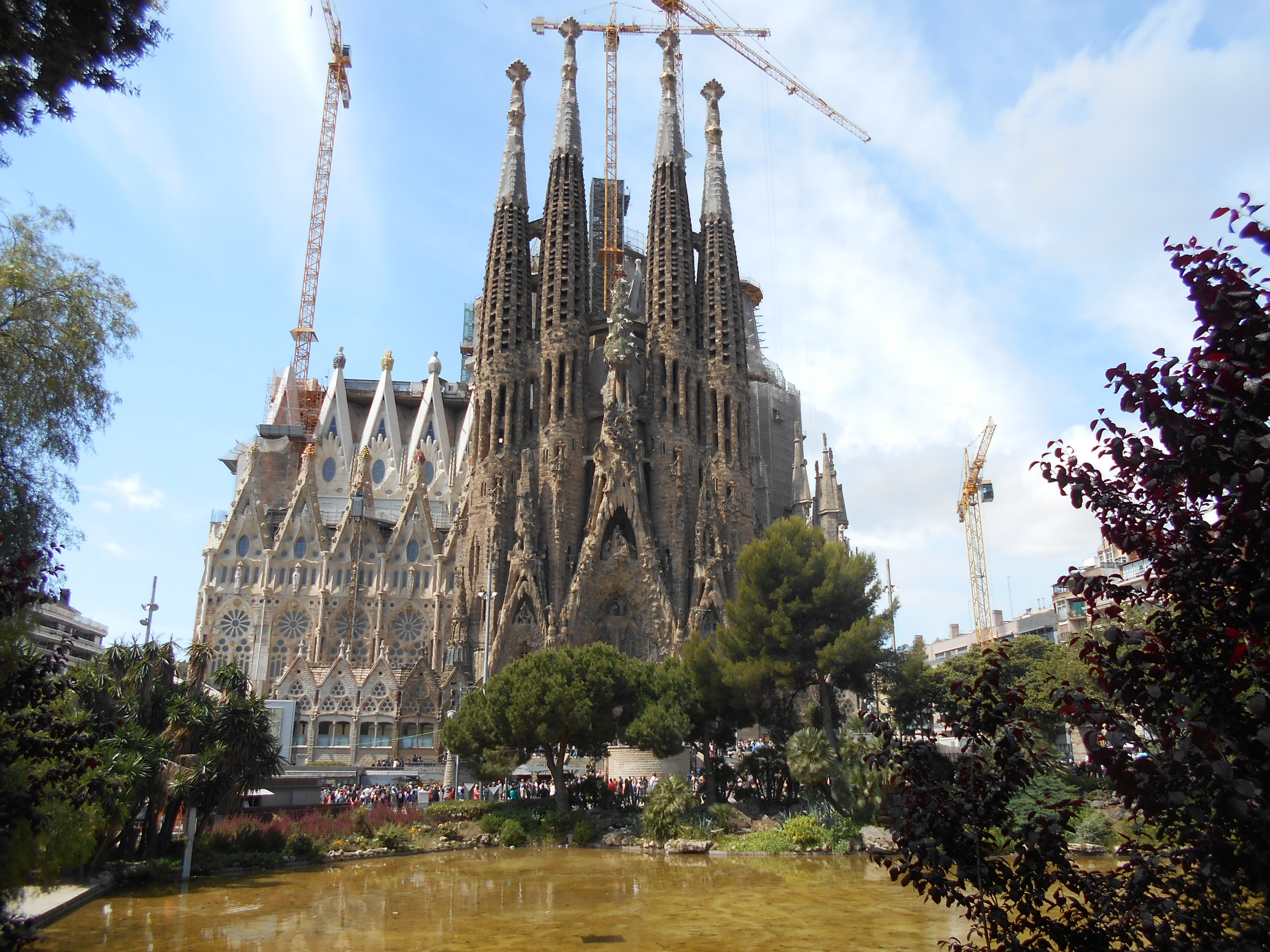
Храм Святого Сімейства

Один з найславетніших каталонців у світі — геніальний художник і скульптор, яскравий представник європейського сюрреалізму Сальвадор Далі (1904-1989), який народився і більшу частину життя провів у каталонському місті Фігерас, де знаходиться його театр-музей Teatre-Museu Dalí.
Каталонці зробили величезний внесок у світову культуру — від науки, архітектури та мистецтва до музики, кіно та спорту.
Чи не найвідоміші заслуги каталонців у галузі мистецтва і архітектури.
Оригінальному зовнішньому вигляду і непересічній забудові каталонської столиці Барселони ми завдячуємо всесвітньо відомому архітектору Антоні Ґауді (1852-1926), провіднику мистецького стилю модерн, автора «полотна усього свого життя» — Храму Святого Сімейства у Барселоні.
.
Каталонське походження має французький вчений та політичний діяч Франсуа Араго (1786-1853), 25-й прем'єр-міністр Франції. Також каталонцем за походженням був Хосе Феррер (ісп. José María Hipólito Figueres Ferrer, 1906-1990), що тричі ставав Президентом Коста-Рики у період з 1948 до 1974 року.
У галузі музики відомими каталонцями є: визначний виконавець-гітарист та композитор Фарран Сор (Ферран, Фернандо Сорс) (1778–1839), відомий також як педагог: його «Школа гри на гітарі» (1830) досі зберігає своє значення; композитор Ісаак Альбеніс (Isaac Manuel Francisco Albéniz і Pascual, 1860 — †1909), знаний своїми творами для фортепіано на основі народної музики; один з найкращих віолончелістів світу Пау Казалс (Пабло Касальс) (кат. Pau Carles Salvador Casals i Defilló; 1876–1973), відомий також як композитор, диригент та громадський діяч; оперні співаки сопрано Монсеррат Кабальє (нар. у 1933) та тенор Хосе Каррерас (Жузеп Каррерас, Josep Carreras, нар. у 1946), а також іспанська поп-зірка співак Серхіо Дальма (нар. у 1964)
Каталонці, які досягли успіхів у спорті та навколоспортивній сфері: Президент МОК Хуан Антоніо Самаранч (нар. у 1920), що обіймав цю посаду у період з 1980 до 2001; члени Збірної Іспанії з футболу, гравці ФК «Барселони» Карлас Пуйол (Карлос Пуйоль) (нар. у 1978) та Шаві (Хаві) Ернандес (нар. у 1980), а також мотогонщик Дані Педроза (Dani Pedrosa, нар. у 1985), чемпіон світу у класі 125 і 250 кубів. У 1992 році у період з 25 липня до 8 серпня до Барселони була прикута увага світової громадськості, адже місто приймало XXV літні Олімпійські ігри.
Один з перших підводних човнів, який не зазнав аварії під час випробувань, був побудований у XIX ст. каталонцем Нарсісом Мунтуріолом.
З Каталонії походить і людина, що заснувала 1862 року на Кубі ґуральню та бренд ромів Бакарді (Bacardi) — Факундо Бакарді́ (Facundo Bacardí Massó, 1814 — †1887).